# Глобальное бремя болезней
Глобальное бремя болезней (ГББ) — это группа показателей, характеризующих смертность и инвалидность от основных заболеваний, травм и факторов их риска, Эти показатели получены в результате комплексных региональных и/или глобальных медицинских статистических исследований. В настоящийй момент ГББ является результатом сотрудничества более чем 500 исследователей из 50 стран. Основоположником ГББ можно считать доктора Кристофера Мюррея. Его научная группа работает с ГББ в Институте определения и оценки медико-санитарных показателей Вашингтонского университета (Institute for Health Metrics and Evaluation at the University of Washington) и финансируется Фондом Билла и Мелинды Гейтс.